# Jageršek
Jageršek (madžarsko Zalaegerszeg ) je mesto s približno 62.000 prebivalci na zahodu Madžarske in upravno središče županije Zala. Nahaja se 213 km od Budimpešte in približno 45 km vzhodno od meje s Slovenijo pri Hodošu.
Kraj na obeh bregovih reke Zala je prvič omenjen v listini iz leta 1247, kot tržno mesto Egerscug pa prvič leta 1446. Ko so Turki leta 1600 zasedli Veliko Kanižo, se je pomen mesta kot dela mejnega sistema utrdb močno povečal in znova upadel po letu 1690, ko je bila ponovno osvojena Velika Kaniža. Belomoški škofiji je bila vrnjena lastnina in v mesto so se pričeli priseljevati nekdanji vojaki, ki so se ukvarjali s poljedelstvom in vinogradništvom. 
Od leta 1710 se je županijski svet čedalje pogosteje sestajal v Jageršku, ki je tako leta 1732, ko je bila dograjena upravna zgradba, tudi uradno postal glavno mesto županije. To je spodbudilo priseljevanje ter razvoj trgovine in obrti. 
Ker je zaradi večinoma lesenih zgradb pogosto prihajalo do požarov, so lesene hiše z odlokom prepovedali leta 1939.
Leta 1937 so v bližini mesta pričeli izkoriščati prvo madžarsko naftno vrtino, kar je naznanilo prihod industrije, ki se je še bolj razmahnila po koncu 2. svetovne vojne, ko se je število prebivalcev s prvotnih 13.000 več kot početverilo. Kljub temu še vedno velja za eno najbolj zelenih in najbolj cvetočih madžarskih mest, za kar je leta 1975 prejelo Hildovo nagrado. 
Središče mesta je baročni Deákov trg s spomenikom Ferencu Deáku, ki se je rodil v Söjtöru nedaleč od mesta. Mesto se ponaša še s cerkvijo Marije Magdalene iz (1750 - 1760), nekdanje sinagoge iz leta 1904, najstarejšim madžarskim skansenom (1968), kjer je predstavljena predvsem vaška arhitektura regije Göcsej, ter z velikim vodnim parkom.